# Зигфелд, Флоренц
Фло́ренц Зи́гфелд, (англ. Florenz Ziegfeld; 21 марта 1867, Чикаго, Иллинойс — 22 июля 1932, Голливуд, США) — американский бродвейский импресарио, наиболее известный по своей серии театральных шоу «Безумства Зигфелда» (1907—1931).

## Биография
Флоренц Зигфелд родился в Чикаго 21 марта 1869 года. Первое появление Зигфелда в мире развлечений состоялось в 1893 году на Всемирной выставке в Чикаго, где он был агентом знаменитого силача Юджина Сэндоу. Первый успех к нему пришёл в 1907 году, когда стартовало его шоу «Безумства Зигфелда», показ которых продолжался до 1931 года. Его шоу основывалось на выступлении красоток, с танцами и музыкальными выступлениями. В разное время с Зигфелдом сотрудничали такие композиторы, как Ирвинг Берлин, Джордж Гершвин и Джером Керн.
Первой звездой в шоу Зигфелда стала Анна Хелд. Помимо профессионального сотрудничества, у них были и романтические отношения, начавшиеся ещё в 1897 году и продолжавшиеся до 1913 года. В 1914 году Флоренц женился на актрисе Билли Берк, которая в 1916 году родила от него дочь Патришу.
Вскоре за $2,5 миллиона он построил Театр Зигфелда на Шестой авеню. Его открытие состоялось в феврале 1927 года с хита «Рио Рита», которая ставилась до апреля 1928 года. В шоу Зигфелда в различное время участвовали многие знаменитые исполнительницы, карьера которых началась именно с его шоу. Среди них Фанни Брайс, Джоан Блонделл, Ив Арден, Луиза Брукс, Полетт Годдар, Бесси Лав, Барбара Стэнвик, Лиллиан Лоррейн и многие другие.
В 1932 году его шоу «Безумства Зигфелда» стало транслироваться по радио. В том же году Флоренз потерял почти все свои деньги во время Великой депрессии и вскоре, 22 июля, умер от плеврита в возрасте 65 лет. Спустя два года после его смерти на экраны вышел полубиографический фильм «Великий Зигфелд», а 1946 году фильм «Безумства Зигфелда» — рассказывающий о его шоу. Персонаж Зигфелда также появился в фильме «Смешная девчонка», повествующем о Фанни Брайс.